# Mika Ahola
Mika Ahola   (Hämeenlinna, 13 de desembre de 1974 - Barcelona, 15 de gener de 2012) fou un pilot d'enduro finlandès, cinc vegades Campió del Món i guanyador absolut dels ISDE en altres tres ocasions (1999, 2001 i 2002). Va guanyar també el Trofeu als ISDE set vegades com a membre de l'equip finlandès.
El 15 de gener de 2012 va morir a la Clínica Teknon de Barcelona, on s'estava recuperant de les lesions causades en un accident patit al desembre mentre s'entrenava a Girona. Ahola s'entrenava sovint pels voltants del Gironès i feia anys que passava els hiverns amb la seva companya a la població empordanesa de L'Estartit, on d'ençà del 2008 s'instal·laven a l'època del fred, atrets pel bon clima de la zona i la possibilitat de compaginar la pràctica de l'enduro amb la pesca i el submarinisme.

## Trajectòria esportiva
Ahola debutà al Campionat del Món amb Husqvarna el 1993 i el 1997 fou fitxat per TM, esdevenint un dels màxims aspirants al títol durant anys. El 2001 assolí el subcampionat per tercera vegada, perdent el títol mundial de 500 cc davant Anders Eriksson per un sol punt de diferència. Ahola guanyà tres proves més que Eriksson, però una retirada a la segona ronda d'Eslovàquia li costà el títol. Després d'un altre subcampionat el 2002 i el tercer lloc final del 2003, canvià breument a Husqvarna fins que signà amb Honda de cara al 2006. Aquell any acabà segon rere l'oficial de KTM Samuli Aro en categoria E2.
El 2007, Ahola aconseguí set victòries i acabà al podi totes les curses tret d'una, guanyant així el seu primer títol davant d'Aro i l'oficial de Yamaha Johnny Aubert De cara al 2008 canvià a la categoria E1 i assolí el seu segon títol, aquest cop davant el català de KTM Ivan Cervantes.
La temporada del 2009 Ahola repetí títol mundial en categoria E1, el 2010 en E2 i el 2011 en E3. A finals de temporada anuncià que de cara al 2012 i 2013 correria amb la nova marca JTG (els directors esportius de la qual són Miki Arpa i Jordi Tarrés), però poc després anuncià sobtadament la seva retirada.

## Palmarès
| Any             | Motocicleta     | Campionat del Món d'enduro | Campionat del Món d'enduro | Campionat del Món d'enduro | Campionat del Món d'enduro | Campionat del Món d'enduro | Campionat del Món d'enduro | Campionat del Món d'enduro | C. del Món indoor | ISDE W. Tro. | Päijänteen |
| Any             | Motocicleta     | 125cc                      | 250cc                      | 500cc                      | E1                         | E2                         | E3                         | P1                         | C. del Món indoor | ISDE W. Tro. | Päijänteen |
| --------------- | --------------- | -------------------------- | -------------------------- | -------------------------- | -------------------------- | -------------------------- | -------------------------- | -------------------------- | ----------------- | ------------ | ---------- |
| 1993            | Husqvarna       | 10è                        | -                          | -                          | -                          | -                          | -                          | 0                          | -                 | 10è          | 1r         |
| 1994            | Husqvarna       | 13è                        | -                          | -                          | -                          | -                          | -                          | 0                          | -                 | 5è           |            |
| 1995            | Husqvarna       | 15è                        | -                          | -                          | -                          | -                          | -                          | 0                          | -                 | 3r           | 1r         |
| 1996            | Husqvarna       | 9è                         | -                          | -                          | -                          | -                          | -                          | 0                          | -                 | 1r           | 1r         |
| 1997            | TM              | 2n                         | -                          | -                          | -                          | -                          | -                          | 5                          | -                 | 2n           | 1r         |
| 1998            | TM              | -                          | 9è                         | -                          | -                          | -                          | -                          | 3                          | -                 | 1r           | 1r         |
| 1999            | TM              | -                          | 3r                         | -                          | -                          | -                          | -                          | 1                          | -                 | 1r *         |            |
| 2000            | TM              | -                          | 2n                         | -                          | -                          | -                          | -                          | 3                          | -                 | 18è          | 1r         |
| 2001            | VOR             | -                          | -                          | 2n                         | -                          | -                          | -                          | 5                          | -                 | 16è *        |            |
| 2002            | VOR             | -                          | -                          | 2n                         | -                          | -                          | -                          | 6                          | -                 | 1r *         |            |
| 2003            | VOR             | -                          | -                          | 3r                         | -                          | -                          | -                          | 2                          | -                 | 1r           |            |
| 2004            | Husqvarna       | -                          | -                          | -                          | -                          | -                          | 4t                         | 0                          | -                 | 1r           |            |
| 2005            | Husqvarna       | -                          | -                          | -                          | -                          | -                          | 4t                         | 0                          | -                 | 2n           |            |
| 2006            | Honda           | -                          | -                          | -                          | -                          | 2n                         | -                          | 2                          | -                 | 1r           |            |
| 2007            | Honda           | -                          | -                          | -                          | -                          | 1r                         | -                          | 7                          | -                 |              |            |
| 2008            | Honda           | -                          | -                          | -                          | 1r                         | -                          | -                          | 9                          | 3r                |              |            |
| 2009            | Honda           | -                          | -                          | -                          | 1r                         | -                          | -                          | 9                          | 4t                |              |            |
| 2010            | Honda           | -                          | -                          | -                          | -                          | 1r                         | -                          | 10                         | 6è                |              |            |
| 2011            | Honda           | -                          | -                          | -                          | -                          | -                          | 1r                         | 7                          | 3r                |              |            |
| Total victòries | Total victòries |                            |                            |                            |                            |                            |                            | 69                         |                   |              | 6          |
| Total títols    | Total títols    | 0                          | 0                          | 0                          | 2                          | 2                          | 1                          |                            | 0                 | 7            |            |
|                 |                 | 5 mundials                 |                            |                            |                            |                            |                            |                            |                   |              |            |

Notes
1. ↑   La classificació consignada als ISDE fa referència a la posició final obtinguda per l'equip estatal. S'assenyalen amb * les edicions en què fou a més a més el guanyador absolut
2. ↑   A P1 s'hi compten les victòries aconseguides en Grans Premis puntuables per al Campionat del Món